# Drømmere
Drømmere è un documentario del 2002 diretto da Jørgen Leth e basato sulla vita di alcuni pittori haitiani (Richard Antilhomme, Rigaud Benoit, Wilson Bigaud, Préfète Duffaut, Gérard Fortuné, Jasmin Joseph, André Normil, Philomé Obin, Salnave Philippe-Auguste, André Pierre, Prospèr Pierre-Louis, Louisiane Saint-Fleurant e St. Jacques Smith).